# 纤细千金藤
纤细千金藤（学名：Stephania gracilenta）是防已科千金藤属的植物。分布于尼泊尔以及中国大陆的西藏等地，生长于海拔1,700米至2,400米的地区，多生长于山坡林下，目前尚未由人工引种栽培。